# Schlacht an der Sittang-Brücke
Japanische Eroberung 1941/42

Bilin – Sittang – Pegu (Taukkyan) – Rangun – Yunnan-Burma-Straße (u.a. Tachiao – Oktwin – Toungoo – Yenangyaung – Lashio I)
1942/43

Burma-Kampagne 1942–1943

Arakan I – The Hump – Chindits
1944

Schlacht um Nordburma und West-Yunnan 1943–1945

Burma-Kampagne 1944

Arakan II – Ha-gō – Lashio II – Sangshak – Myitkyina – U-gō (Imphal – Kohima – Tennisplatz) – Mogaung – Song shan/Huitong-Brücke – Dan-gō
1944/45

Burma-Kampagne 1944–1945

Bhamo – Arakan III (Kangaw und Höhe 170 – Ramree) – Meiktila/Mandalay – Pakokku – Lashio III – Tanlwe Chaung – Operation Dracula – Sittang
Die Schlacht an der Sittang-Brücke fand vom 19. bis zum 23. Februar 1942 während des Burmafeldzugs im Zweiten Weltkrieg im Rahmen des Pazifikkriegs statt. Sie endete mit einem entscheidenden Sieg für die Japaner und mit schweren Verlusten für die Alliierten, die sich ungeordnet zurückziehen mussten.

## Vorgeschichte
Am 16. Januar 1942 drang die japanische Armee von Thailand aus in das südliche Burma vor und eroberte mit einem Bataillon Victoria Point, wo das erste japanische Flugfeld auf burmesischem Boden errichtet wurde. Die Stadt Tavoy fiel am 19. Januar. Damit war es der britischen Division in Mergui nicht mehr möglich, über Land zu entkommen. Sie wählten den Seeweg. Mit diesem Rückzug der Briten fielen den Japanern drei weitere Flugfelder in die Hände, von denen sie die ersten Luftangriffe auf Rangun starteten.
Die eigentlichen Invasionstruppen der Japaner drangen von Raheng aus in Burma vor. Die 16. Indische Brigade in Kawkareik wurde bis zum 22. Januar aus dem Ort verdrängt. Sie flüchtete in ein Areal westlich von Moulmein. Die beiden Kommandeure Brigadier John Smyth von der 17. Indischen Infanterie-Division und Lieutenant General Thomas Hutton, Oberbefehlshaber der Burma-Armee, hatten unterschiedliche Ansichten über die Verteidigung des Landes. Während Smyth sich bis an den Sittang-Fluss zurückziehen und dort in besserer Umgebung die Kampfkraft seiner Truppe stärken wollte, entschied Hutton, dass jedes Stück Land zu kostbar für einen Rückzug wäre. Hutton setzte sich durch und Smyth musste auch auf Befehl von Archibald Wavell ein Bataillon für die Verteidigung von Moulmein abkommandieren. Moulmein fiel am 31. Januar und das Bataillon musste fliehen. Wieder bat Smyth um den Rückzug zum Sittang-Fluss, doch Hutton bestand darauf, die Linie am Bilin-Fluss zu halten. Nach zwei Tagen musste die Verteidigungslinie jedoch aufgegeben werden und die noch verbliebenen Elemente der 17. Indischen Division machten sich in Richtung der Brücke über den Sittang in etwa 50 km Entfernung auf den Weg.

## Die Schlacht

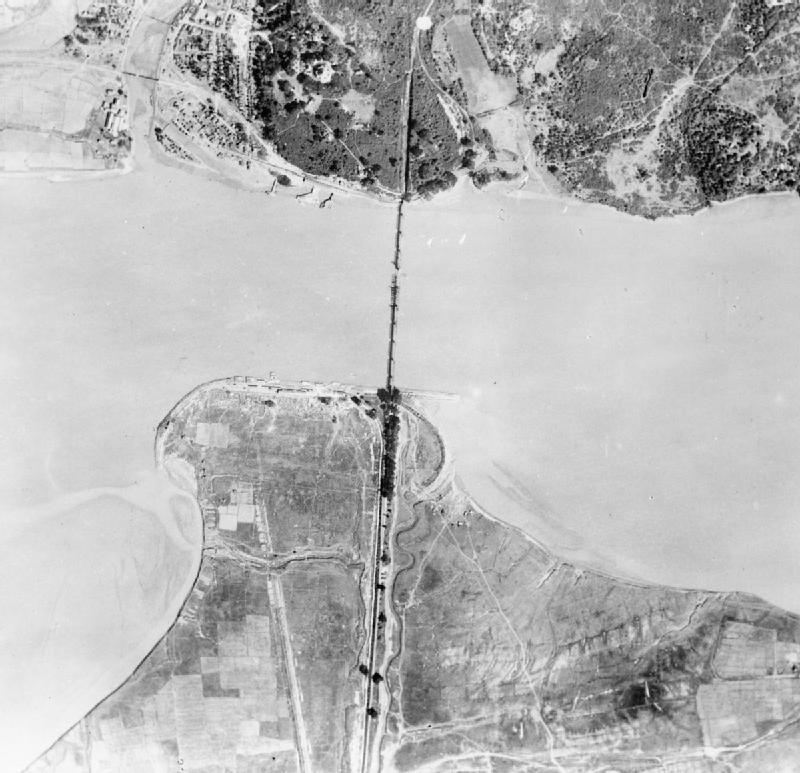
Luftbild der Brücke

Die Brücke über den Sittang war eine eindrucksvolle, etwa 550 m lange, eiserne Konstruktion nahe dem Ort Mokpalin, über die die Bahnstrecke von Peku, dem heutigen Bago, nach Thaton verlief. Weiter südlich überquerte eine kleine Fähre, auf der gerade mal ein Ochsenkarren Platz fand, den Fluss.
Die sich nach der Schlacht am Fluss Bilin auf dem Rückzug befindliche 17. Indische Infanterie-Division hatte am 19. Februar die Freigabe erhalten, sich über den Sittang abzusetzen. Nachts konnten sich die erschöpften Soldaten fast 50 km von den Japanern in westliche Richtung entfernen. Zwei japanische Regimenter rückten allerdings schnell über ihre Flanke vor, um ihnen noch vor Erreichen der Brücke den Weg abzuschneiden. Am 21. Februar begannen zusätzliche japanische Luftangriffe auf die 17. Indische Infanterie-Division, die vor allem unter starkem Wassermangel litt. Unter Aufgabe vieler Fahrzeuge und Material sowie vielen Verwundeten suchten sie weiter ihren Weg in Richtung der Brücke über den Sittang. Gegen 17:00 Uhr geriet das Hauptquartier bei Kyaikto unter Beschuss der Japaner, die jedoch abgewehrt werden konnten. Unterdessen begannen die ersten Einheiten, die Brücke zu überqueren. Da Smyth eine Intervention japanischer Luftlandetruppen befürchtete, beorderte er ein Gurkha-Regiment zur Westseite der Brücke. Mittlerweile hatten die ersten japanischen Soldaten den östlichen Bereich vor der Brücke erreicht und begannen mit einem heftigen Beschuss, dem etliche indische Sanitäter am Brückenende zum Opfer fielen. Nachdem dort auch zwei Gurkha-Regimenter eintrafen, entbrannte im nahen Dschungel ein heftiger Kampf um die Brücke. Bei einsetzender Abenddämmerung am 22. Februar befand sich die Brücke immer noch in britisch-indischer Hand.
Smyth stand nun vor einer schweren Entscheidung. Brachte er die 17. Indische Infanterie-Division komplett auf die Westseite des Sittang, blieb keine Möglichkeit die Brücke zu zerstören, und die Japaner hatten freien Weg nach Rangun. Andererseits musste er bei einer Sprengung der Brücke viele eigene Männer auf der „falschen“ Seite des Sittang zurücklassen. Seine Pioniere hatten die Sprengladungen schon gelegt und etliche Einheiten der Briten waren noch auf dem Weg zum östlichen Brückenende. Manche waren durch die japanischen Luftangriffe abgeschnitten worden, andere durch Flankenangriffe der Japaner im Dschungel. Der stark umkämpfte Pagoda-Hill direkt bei der Brücke wechselte mehrfach die Fronten. Der Kampf wurde immer unübersichtlicher. Immer mehr Zugangswege zur Brücke wurden von den Japanern gesperrt und bei Mokpalin steckten zwei Brigaden der Briten fest, ohne Kommunikation und mit brennenden Fahrzeugen. Die einzelnen Soldaten versuchten nun auf eigene Faust, zur Brücke durch zu kommen.
Nachdem die Japaner auf den Eisenbahnschienen der Ostseite die Brücke erreicht hatten, die Briten kaum noch Munition zur Verfügung hatten und ein Halten der Brücke unmöglich erschien, gab Smyth um 5:30 Uhr am 23. Februar den Befehl zur Sprengung. Den zurückgebliebenen Männern blieb nichts anderes übrig, als den Sittang zu durchschwimmen, was einigen gelang. Andere wurden bei dem Versuch, den Fluss zu erreichen, von den Japanern erschossen oder gerieten in deren Gefangenschaft.

## Folgen
Nach der Schlacht bestand die 17. Indische Infanterie-Division aus nur noch 3484 Soldaten, etwa 40 % ihrer ursprünglichen Stärke, die zur damaligen Zeit schon unter Soll war. Zwar wäre es für die Japaner ein Leichtes gewesen, die Division komplett zu vernichten, doch war ihnen ein schneller Vormarsch auf Rangun wichtiger. Die gesprengte Brücke konnte von den Japanern innerhalb von nur sechs Stunden wieder instand gesetzt werden. Bei der Überquerung in Richtung Rangun trugen die Japaner ein Drittel des von den Briten zurückgelassenen Materials mit sich. Nach kleineren Kämpfen, wie der Schlacht um Pegu und der Schlacht um die Straßensperre bei Taukkyan, fiel Rangun am 8. März.
Die mit neuen Soldaten ergänzte und wieder aufgerüstete 17. Indische Infanterie-Division blieb bis zum Juli 1944 in Feindkontakt und wurde erst kurz vor der Schlacht um Imphal von der Front abgezogen.
Brigadier Smyth, der die schwere Entscheidung zur frühzeitigen Sprengung fällen musste und dabei Hunderte eigene Männer opferte, wurde seines Kommandos enthoben und durch Brigadier David Tennant Cowan ersetzt. Smyth bekam im weiteren Kriegsverlauf kein weiteres aktives Kommando mehr.